# Sweet Dreams (1985)
Sweet Dreams (Brasil: Um Sonho, Uma Lenda / Portugal: Depois da Meia-Noite) é um filme biográfico de 1985 conta a história de vida da cantora de música country Patsy Cline.
O filme foi escrito por Robert Getchell e dirigido por Karel Reisz. Foi estrelado por Jessica Lange, Ed Harris, Ann Wedgeworth, David Clennon, James Staley, Gary Basaraba e John Goodman.
O filme foi indicado ao Oscar de melhor atriz (Jessica Lange). Para todas as sequências musicais, Lange fez sincronia labial com as gravações originais de Patsy Cline. A trilha sonora de mesmo nome foi lançado em setembro de 1985.

## Sinopse
Patsy Cline (Lange) é infeliz no casamento e fazendo shows do pequeno-tempo na área tri-estadual consistindo em Virgínia, Virgínia Ocidental e Maryland quando ela conhece Charlie Dick (Harris), cujo encanto e agressivo autoconfiança chamar sua atenção. Com o tempo, Patsy deixa seu marido para se casar com Charlie, e ela desiste da música para se concentrar em criar seus filhos. Mas, depois de Charlie ser convocado para o Exército dos EUA, Patsy começa a cantar de novo, e depois juntar forças com o gerente de Randy Hughes, Patsy torna-se uma estrela em ascensão na cena da música country.
No entanto, os combustíveis de sucesso da Patsy geram sua auto-confiança, para grande aborrecimento de Charlie, e ele se torna cada vez mais fisicamente e emocionalmente abusivo quando Patsy tenta afirmar sua independência. Patsy estava no auge de sua popularidade como uma das primeiras grandes estrelas femininas da música country quando ela morreu em um acidente de avião em 5 de março de 1963, com 30 anos de idade.

## Diferenças não factual
Para as cenas em um posto do Exército, supostamente em Fort Bragg, Carolina do Norte, as filmagens ocorreram em Fort Campbell, Kentucky, em vez disso. Outras cenas foram filmadas em Nashville, Tennessee, e Martinsburg, Virgínia Ocidental.
Muitas das sequências retratadas no filme são imprecisos:
- Patsy e seu irmão não estavam em seu caminho para pegar cerveja quando ela quase perdeu a vida num acidente de carro de 1961. Eles estavam a caminho para pegar material para a sua mãe, uma costureira, para fazer suas novas roupas de palco. O acidente de carro aconteceu em meados de junho, e não no inverno.
- O marido de Patsy, Charlie Dick, e sua filha, Julie, ambos têm afirmado que Charlie nunca tinha batido em Patsy na frente de sua filha. Charlie disse que ele tinha dado um tapa em Patsy apenas uma vez por ela se tornar histérica [carece de fontes?] Os parentes de Patsy disseram que Patsy é retratado mais como vítima do que ela realmente era, "As brigas eram sempre interessante de assistir, porque você sempre soube que Patsy venceria", afirmou amigo Dottie West. No entanto, outros membros da família insistem que Patsy foi muito agredida e enviada para um hospital em várias ocasiões.
- Avião de Patsy caiu nas primeiras horas da noite em uma floresta - não em um penhasco da montanha - em Camden, Tennessee. (Não há nenhuma montanha em toda Tennessee Ocidental.)
- O avião caiu devido ao mau tempo, não devido a dificuldades em reiniciar o motor após a mudança a partir de um tanque de combustível vazio para um cheio. Randy Hughes (gerente de Patsy e o piloto da aeronave), que não foi recebeu avaliação, tornou-se desorientado no tempo inclemente e acabou perdendo o controle. Além disso, o avião caiu no caminho para Nashville a partir de Kansas City, não vice-versa.
- A aeronave no acidente era um Piper Comanche, não um Cessna 172 Skyhawk, como no filme.
- A mãe de Patsy, a falecido Hilda Hensely, uma vez afirmou: "Eles [os produtores] me disse que eles estavam indo para fazer uma história de amor que eu vi o filme, uma vez que foi o suficiente..."

## Elenco
- Jessica Lange como Patsy Cline
- Ed Harris como Charlie Dick
- Ann Wedgeworth como Hilda Hensley
- David Clennon como Randy Hughes
- James Staley como Gerald Cline
- Gary Basaraba como Woodhouse
- John Goodman como Otis
- P. J. Soles como Wanda
- Jerry Haynes como Owen Bradley
- Dennis Saylor como Extra (não creditado)